# Instytut Historii Nauki im. Ludwika i Aleksandra Birkenmajerów Polskiej Akademii Nauk
Instytut Historii Nauki im. Ludwika i Aleksandra Birkenmajerów PAN jest placówką Polskiej Akademii Nauk założoną w 1954. Prowadzi badania w zakresie historii nauki, zarówno nauk społecznych, jak i nauk ścisłych i przyrodniczych oraz historii techniki, a także w zakresie dziejów oświaty i wychowania.
Prace naukowe skupiają się w siedmiu pracowniach:
- Pracowni Dziejów Oświaty i Antropologii Kultury
- Pracowni Historii Idei Humanistycznych i Społecznych
- Pracowni Historii Nauk Przyrodniczych i Medycznych
- Pracowni Historii Nauk Ścisłych
- Pracowni Historii Techniki
- Pracowni Naukoznawstwa
- Pracowni Wiedzy o Dawnej Książce

Instytut posiada własną bibliotekę naukową oraz własne wydawnictwo. Rada Naukowa Instytutu, której przewodniczącym jest Leszek Zasztowt, posiada uprawnienia do nadawania stopni naukowych doktora oraz doktora habilitowanego nauk humanistycznych. Siedzibą Instytutu jest Pałac Staszica w Warszawie. W 2011 Instytut otrzymał imię Ludwika i Aleksandra Birkenmajerów.

## Historia i ludzie
Instytut powstał z połączenia Zakładu Historii Nauki (1954-1958), następnie Zakładu Historii Nauki i Techniki (1958-1974) z Pracownią Dziejów Oświaty (1953-1974). Początkowo był Zakładem Historii Nauki, Oświaty i Techniki (1974–1977), a następnie Instytutem Historii Nauki, Oświaty i Techniki (1977-1994). Od 1994 placówka nosi nazwę Instytut Historii Nauki. Jednym z jej twórców i dyrektorem w latach 1958–1974 był profesor Bogdan Suchodolski, drugim Aleksander Birkenmajer, przewodniczący Komitetu Historii Nauki pełniącego funkcję Rady Naukowej w latach 1958–1967. Ich następcą – dyrektorem Zakładu i Instytutu – był w latach 1974–1989 profesor Józef Miąso.
Przed restrukturyzacją Instytut składał się z dwóch zakładów:
- Zakładu Historii Nauk Społecznych, Oświaty i Organizacji Nauki, w którym działają Sekcje: Historii Nauk Społecznych, Dziejów Oświaty i Historii Organizacji Nauki;
- Zakładu Historii Nauk Ścisłych, Przyrodniczych i Techniki, w którym działają Sekcje: Historii Nauk Ścisłych i Techniki, Historii Medycyny, Historii Chemii i Farmacji oraz Historii Nauk Matematycznych.

W różnych okresach działalności placówki współtworzyli ją profesorowie:
- Kalina Bartnicka (dyrektor Instytutu w latach 2003–2007)
- Jerzy Dobrzycki (zastępca dyrektora i dyrektor Instytutu w latach 1989–1995)
- Łukasz Kurdybacha (kierownik Pracowni Dziejów Oświaty w latach 1953–1969)
- Halina Lichocka (zastępca dyrektora Instytutu w latach 1996–2007 oraz kierownik Zakładu Historii Nauk Ścisłych, Przyrodniczych i Techniki; przewodnicząca Komitetu Historii Nauki i Techniki PAN od 2007)
- Stanisław Mauersberg (zastępca dyrektora w latach 1977–1984, Zakład Dziejów Oświaty)
- Jerzy Michalski (zastępca kierownika Zakładu w latach 1956–1958)
- Jan Piskurewicz (zastępca dyrektora Instytutu w latach 1993–1995 oraz kierownik Zakładu Historii Nauk Społecznych, Oświaty i Organizacji Nauki)
- Jerzy Róziewicz (zastępca dyrektora Instytutu w latach 1984–1989)
- Paweł Rybicki (kierownik Zakładu w latach 1956–1958)
- Joanna Schiller-Walicka (zastępca dyrektora Instytutu)
- Jacek Soszyński (dyrektor Instytutu)
- Irena Stasiewicz-Jasiukowa (pełniąca obowiązki kierownika Zakładu w 1974, kierownik Zakładu Historii Nauk Społecznych i przewodnicząca Komitetu Historii Nauki i Techniki PAN w latach 1990–2007)
- Andrzej Śródka (dyrektor Instytutu w latach 1995–2003)
- Waldemar Voisé (kierownik i zastępca dyrektora Zakładu w latach 1954–1956, przewodniczący Komitetu Historii Nauki i Techniki PAN w latach 1975–1977)
- Jarosław Włodarczyk (zastępca dyrektora Instytutu od 2008; dyrektor w latach 2015–2019)
- Leszek Zasztowt (zastępca dyrektora w latach 1990–1993 i dyrektor Instytutu w latach 2007–2015)

Poważny wkład w dokonania naukowe Zakładu i Instytutu wnieśli:
- Stefan Amsterdamski (Zakład Historii Organizacji Nauki)
- Józef Babicz (Zakład Historii Nauk Przyrodniczych, Ścisłych i Technicznych oraz Pracownia i Zakład Historii Geografii i Kartografii)
- Henryk Barycz (Pracownia Historii Nauki Odrodzenia w Krakowie)
- Andrzej Biernacki (Zakład Historii Organizacji Nauki)
- Tadeusz Bieńkowski (Zakład Dziejów Oświaty)
- Tadeusz Bilikiewicz (Zespół Historii Medycyny w Gdańsku)
- Aleksander Birkenmajer (Przewodniczący Komitetu Historii Nauki PAN w latach 1958–1967 i pracownik Zakładu w latach 1955–1960)
- Stanisław Brzozowski (kierownik filii krakowskiej Instytutu)
- Jerzy Bukowski (przewodniczący Sekcji Historii Nauk Komitetu Nauk Historycznych i Komitetu Historii Nauki i Techniki PAN w latach 1963–1971)
- Jerzy Burchardt (Zakład Badań Kopernikańskich)
- Ludwik Chmaj (Pracownia Dziejów Oświaty)
- Paweł Czartoryski (Pracownia i Zakład Badań Kopernikańskich)
- Marian Falski (Pracownia Dziejów Oświaty i Pracownia Ustroju i Organizacji Oświaty w Warszawie)
- Małgorzata Frankowska-Terlecka (Zakład Historii Nauk Społecznych)
- Andrzej Feliks Grabski (przewodniczący Komitetu Historii Nauki i Techniki PAN w latach 1981–1989)
- Wanda Grębecka (Zakład Historii Nauk Ścisłych, Przyrodniczych i Techniki)
- Włodzimierz Hubicki (Pracownia Historii Nauk Matematyczno-Przyrodniczych w Lublinie)
- Bohdan Jaczewski (Pracownia i Zakład Historii Organizacji Nauki)
- Jaromir Jeszke (Zakład Historii Medycyny)
- Michał Kokowski (kierownik filii Instytutu w Krakowie)
- Tadeusz Kowalik (Pracownia Edycji Dzieł Oskara Langego)
- Barbara Kuźnicka (Zespół Historii Farmacji)
- Leszek Kuźnicki (członek Rady Naukowej Instytutu)
- Bogusław Leśnodorski (Przewodniczący Komitetu Historii Nauki Polskiej PAN w 1952 i Komitetu Historii Nauki i Techniki PAN w latach 1972–1974)
- Edward Malak (zastępca dyrektora Instytutu w latach 2007–2008)
- Krzysztof Maślanka (Sekcja Historii Nauk Matematycznych)
- Zygmunt Modzelewski (Przewodniczący Komitetu Historii Nauki PAN w latach 1953–1954)
- Bolesław Olszewicz (Zespół Historii Kartografii)
- Eugeniusz Olszewski (przewodniczący Sekcji Historii Nauk Technicznych i Techniki w Komitecie Historii Nauki PAN)
- Kazimierz Opałek (Pracownia Historii Nauki Oświecenia w Krakowie)
- Bolesław Orłowski (Kierownik Zakładu Historii Nauk Ścisłych, Przyrodniczych i Techniki)
- Jerzy Osiatyński (Pracownia Edycji Dzieł Oskara Langego)
- Bożena Płonka-Syroka (Zakład Historii Medycyny)
- Zofia Podgórska-Klawe (kierownik zakładu Historii Nauk Medycznych)
- Karol Poznański (Pracownia Dziejów Oświaty)
- Grażyna Rosińska (Zakład Badań Kopernikańskich)
- Ksawery Rowiński (Pracownia Historii Nauk Biologicznych i Medycznych)
- Marian Henryk Serejski (Zespół Historii i Metodologii Nauki XIX Wieku)
- Bolesław Skarżyński (filia Zakładu w Krakowie)
- Stanisław Szpilczyński (Pracownia Historii Medycyny we Wrocławiu)
- Irena Szybiak (Pracownia Dziejów Oświaty)
- Karolina Targosz (filia w Krakowie)
- Janusz Tazbir (przewodniczący Komitetu Historii Nauki i Techniki PAN w latach 1978–1980)
- Ryszard Terlecki (kierownik filii Instytutu w Krakowie, Zakład Dziejów Oświaty)
- Bożena Urbanek (Zakład Historii Medycyny)
- Ryszard Wroczyński (Pracownia Dziejów Oświaty)
- Wiesław Wójcik (Sekcja Historii Nauk Matematycznych)
- Zbigniew J. Wójcik (przewodniczący Zespołu Historii Nauk Przyrodniczych, przewodniczący Komisji Syberyjskiej Komitetu Historii Nauki i Techniki PAN)
- Andrzej Wyczański (Zakład Badań Kopernikańskich)
- Stefan Zamecki (Zakład Historii Nauk Ścisłych, Przyrodniczych i Techniki)
- Stefan Żółkiewski (Przewodniczący Komitetu Historii Nauki PAN w latach 1954–1956)

## Edycje
Głównym zadaniem Instytutu Historii Nauki PAN była edycja Dzieł wszystkich Mikołaja Kopernika, którą przygotowywał Paweł Czartoryski, a także prace nad syntezą Historii nauki polskiej, której dziewięć tomów ukazało się pod redakcją Bogdana Suchodolskiego. Obecnie prace te są kontynuowane. Rozpoczęły się także prace dotyczące edycji osiemnastowiecznych materiałów Komisji Edukacji Narodowej, które wpisane zostały na listę światowego dziedzictwa przez UNESCO.

## Serie wydawnicze
- Mikołaja Kopernika Opera Omnia, tomy I-IV (1972-2007) w kilku wersjach językowych, redaktor Paweł Czartoryski i kontynuatorzy
- „Historia nauki polskiej”, tomy I-X (1970-2015 i kontynuacja), redaktor Bogdan Suchodolski i kontynuatorzy
- „Archiwum Dziejów Oświaty” tomy I-XIII (1959–2000 i kontynuacja), redaktor Kalina Bartnicka
- „Źródła do Dziejów Geografii” tomy I–II (1994–1996)
- „Źródła do Dziejów Nauki i Techniki” tomy I-XVIII (1957-1992) i kontynuacja jako:
- „Fontes Rerum ad Historiam Scientiae Spectantium” (Series Recentior) tomy I-IX (2010–2019 i kontynuacja)
- „Monografie z Dziejów Nauki i Techniki” tomy I-CLIII (1957-2002 i kontynuacja), redaktor Stefan Zamecki
- „Monografie z Dziejów Oświaty” tomy I-LI (1957-2020 i kontynuacja), redaktor Leszek Zasztowt
- „Z Dziejów Kartografii” tomy I-XIV (1979-2008 i kontynuacja)
- „Historia Leków Naturalnych” tomy I-VI (1986-2007 i kontynuacja), redaktor Barbara Kuźnicka
- „Studia Copernicana” tomy I-XLV (1970-2016 i kontynuacja), redaktor Jarosław Włodarczyk
- „Słownik biograficzny polskich nauk medycznych XX w.” Tomy I–II (1997−2000), redaktor Zofia Podgórska-Klawe

## Czasopisma
- Analecta. Studia i Materiały z Dziejów Nauki, redaktor Jerzy Kaliszuk
- Kwartalnik Historii Nauki i Techniki, redaktor Zbigniew Tucholski
- Medycyna Nowożytna. Studia nad Historią Medycyny, redaktor Jaromir Jeszke
- Organon, redaktor Robert Zaborowski
- Rozprawy z Dziejów Oświaty, redaktor Joanna Schiller-Walicka